# Сухарєв Олег Євгенович
Оле́г Євге́нович Су́харєв (*24 липня 1976, Кам'янець-Подільський) — український бард, автор пісень, поет, музикант, лідер рок-гурту «Самі Свої».

## Біографічні відомості
Олег Сухарєв народився 24 липня 1976 року в Кам'янці-Подільському. Батько — музикант, мати — завідувачка дитячого садка.
1985 року вступив на навчання до музичної школи, грав на кларнеті, кинув через три роки. 1995 року вступив до Київського інституту харчової промисловості.
1996 року створив рок-гурт «Самі Свої».
2000 року став лауреатом фестивалю авторської пісні «Срібна підкова» (Львів).
2001 року одружився з Оленою, бухгалтером за фахом
2003 року став переможцем Всеукраїнського фестивалю авторської пісні в Києві.
2007 року компанія «UkrMusik» випустила компакт-диск гурту «Самі Свої» — «Смарагди». Вийшов і акустичний альбом «Поклик».
В останні роки займається активною музичною діяльність, виступає на радіо, в клубах, фестивалях.
27 листопада 2010 року відбувся сольний концерт у клубі «The One», Київ. Концерт був розділений на три частини: світоглядно-філософська, сатирично-панківська та лірично-патріотична. Більшість з виконаних пісень не виконуються на електричних концертах гурту «Самі Свої». На концерті, слухачем також був присутній відомий композитор, поет, музикант, бард Сергій Шишкін..